# Macrobiotus artipharyngis
Macrobiotus artipharyngis är en djurart som tillhör fylumet trögkrypare, och som beskrevs av Iharos 1940. Macrobiotus artipharyngis ingår i släktet Macrobiotus och familjen Macrobiotidae. Inga underarter finns listade i Catalogue of Life.